# Opisthodactylus
Opisthodactylus je izumrli prapovijesni rod ptica neletačica iz reda nojevki. Usko je povezan s danas živućim nanduima. Živio je u miocenu. Opisao ga je Florentino Ameghino 1891. godine. O njemu se zna samo iz nađenih fosilnih ostataka.